# Kamila B. Richter

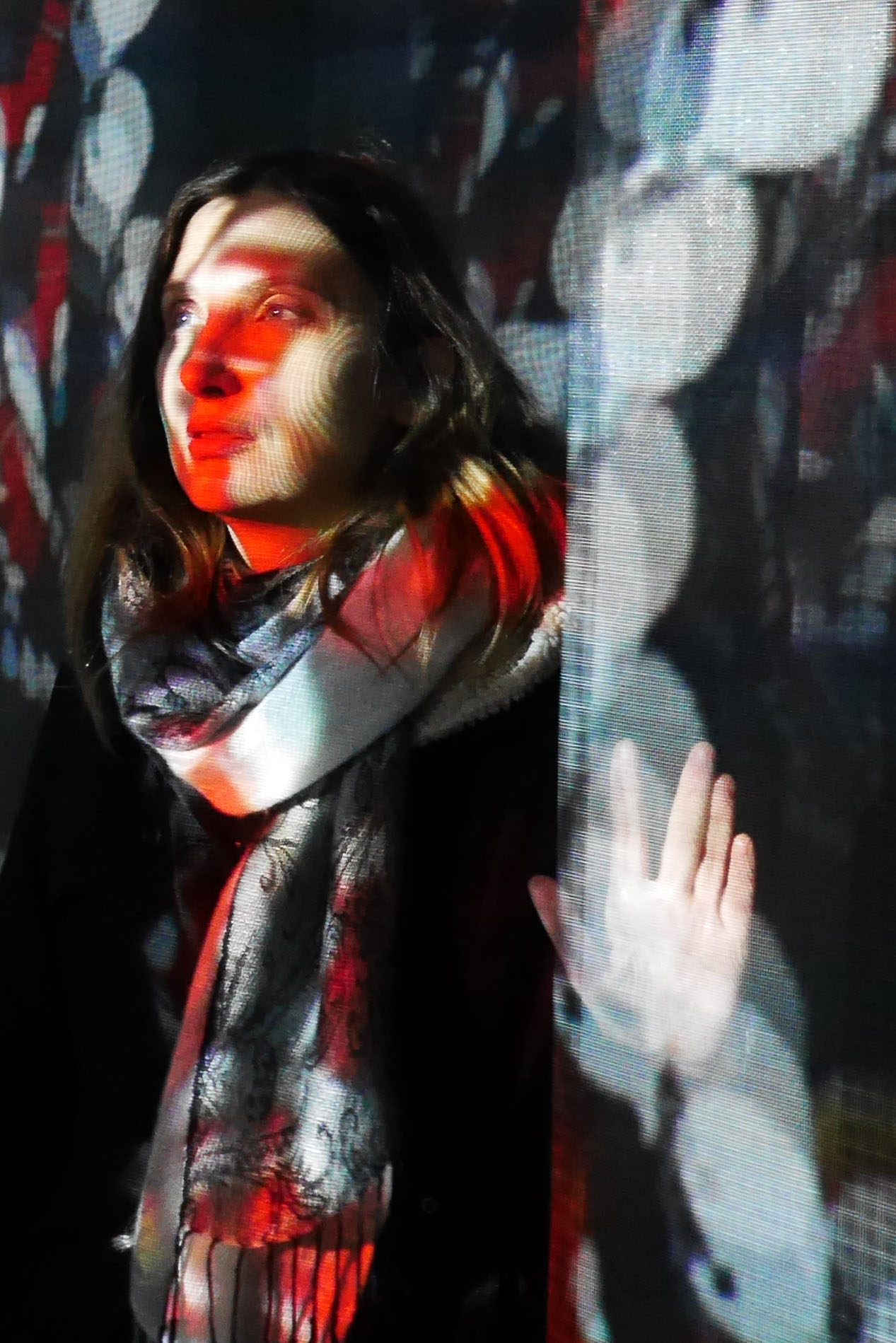
Kamila B. Richter (2016)

Kamila B. Richter (* 1976 in Olomouc) ist eine tschechisch-deutsche Medienkünstlerin.

## Leben

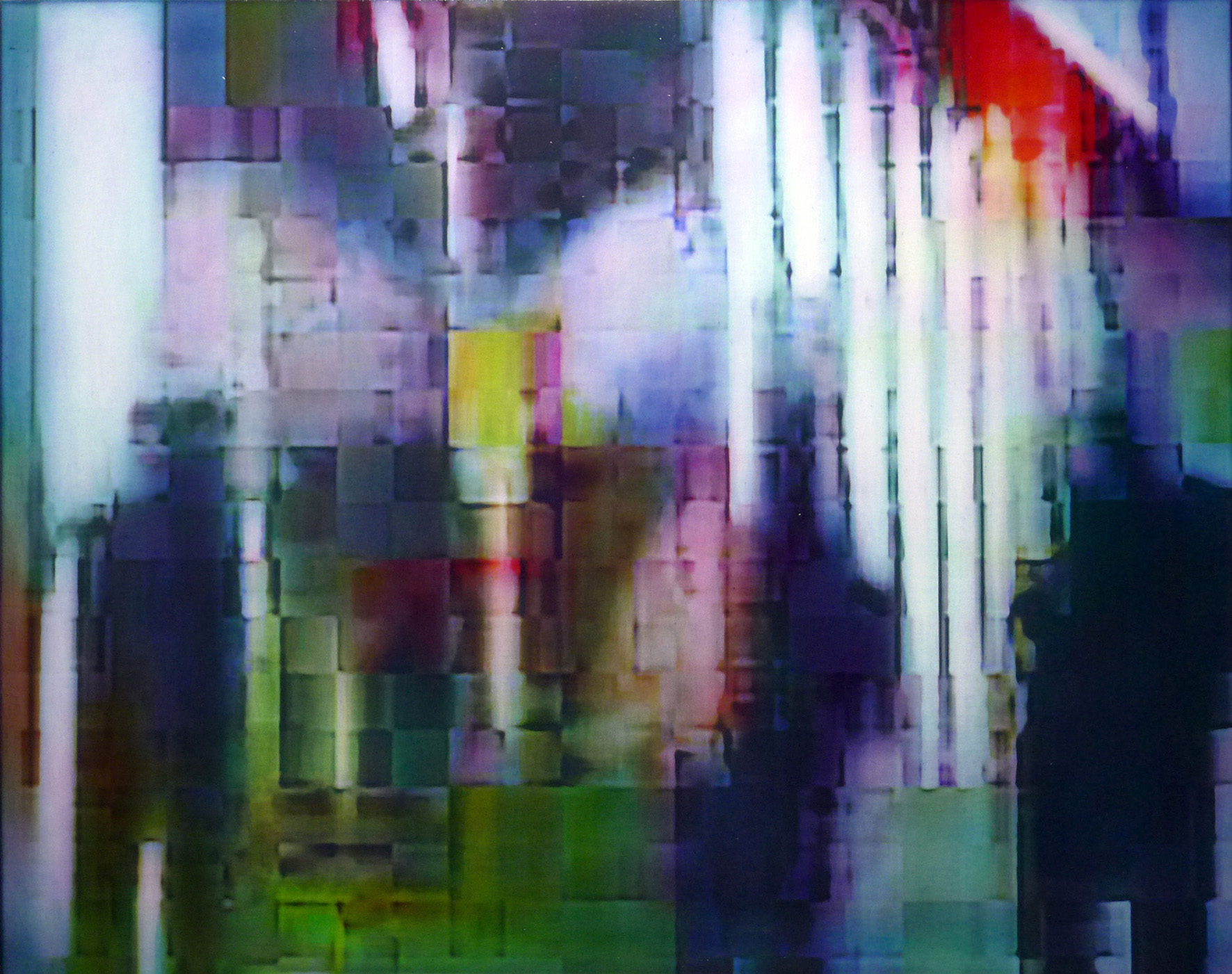
Kamila B. Richter, 2017 - The Great Square Prague (Cut)

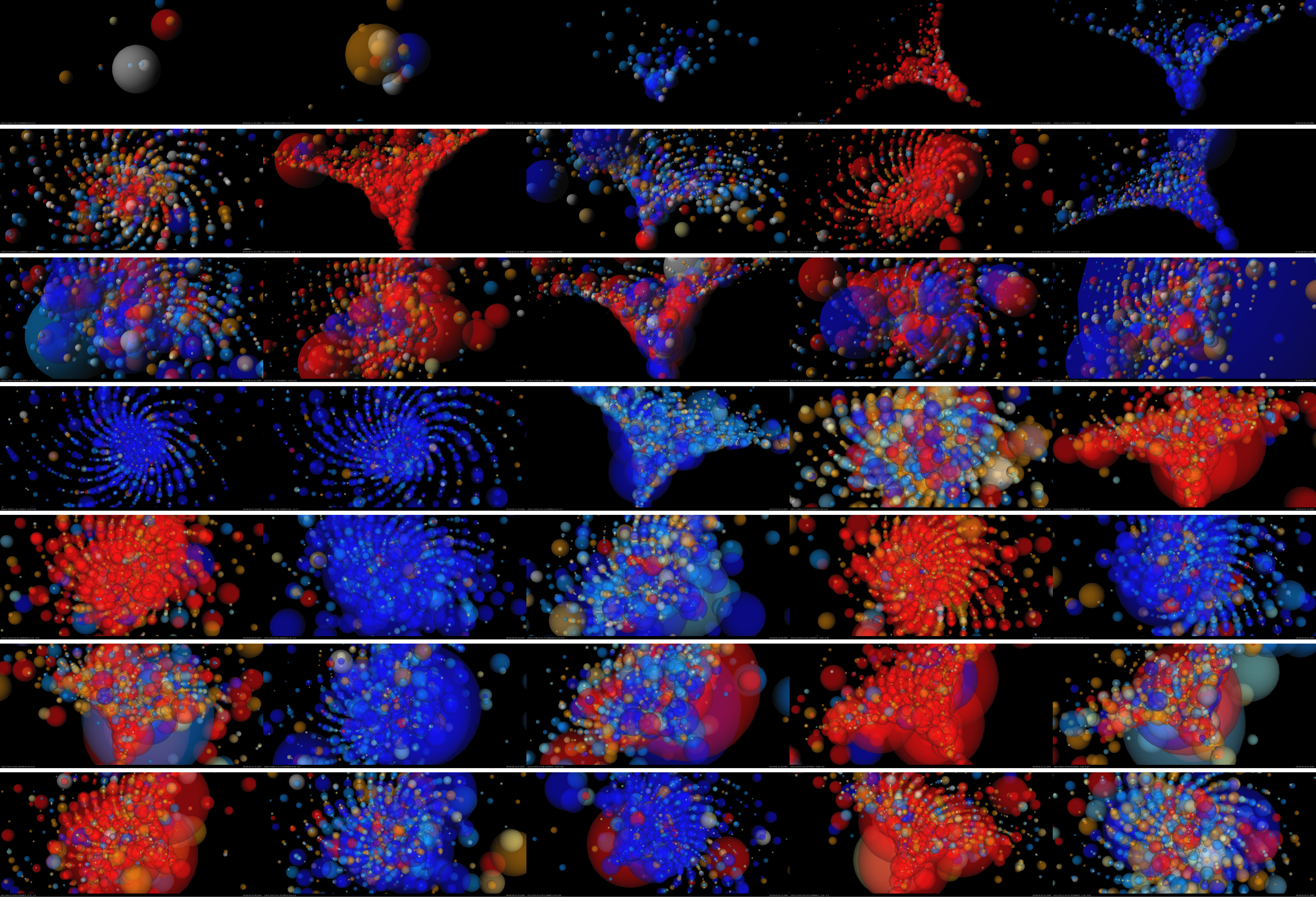
Kamila B. Richter - Emporium Spirit - Bildschirmaufnahmen der Datenvisualisierung der Emporium Spirit Serie

Richter erlangte 2001 den Master of Fine Arts und 2010 den Dr. Phil an der Akademie der Bildenden Künste Prag. Sie hat von 2000 bis 2002 in Durban Johannesburg (Südafrika) gelebt und hier an der Technikon Natal in Durban studiert. Richter wohnt und arbeitet heute in Düsseldorf und Karlsruhe.

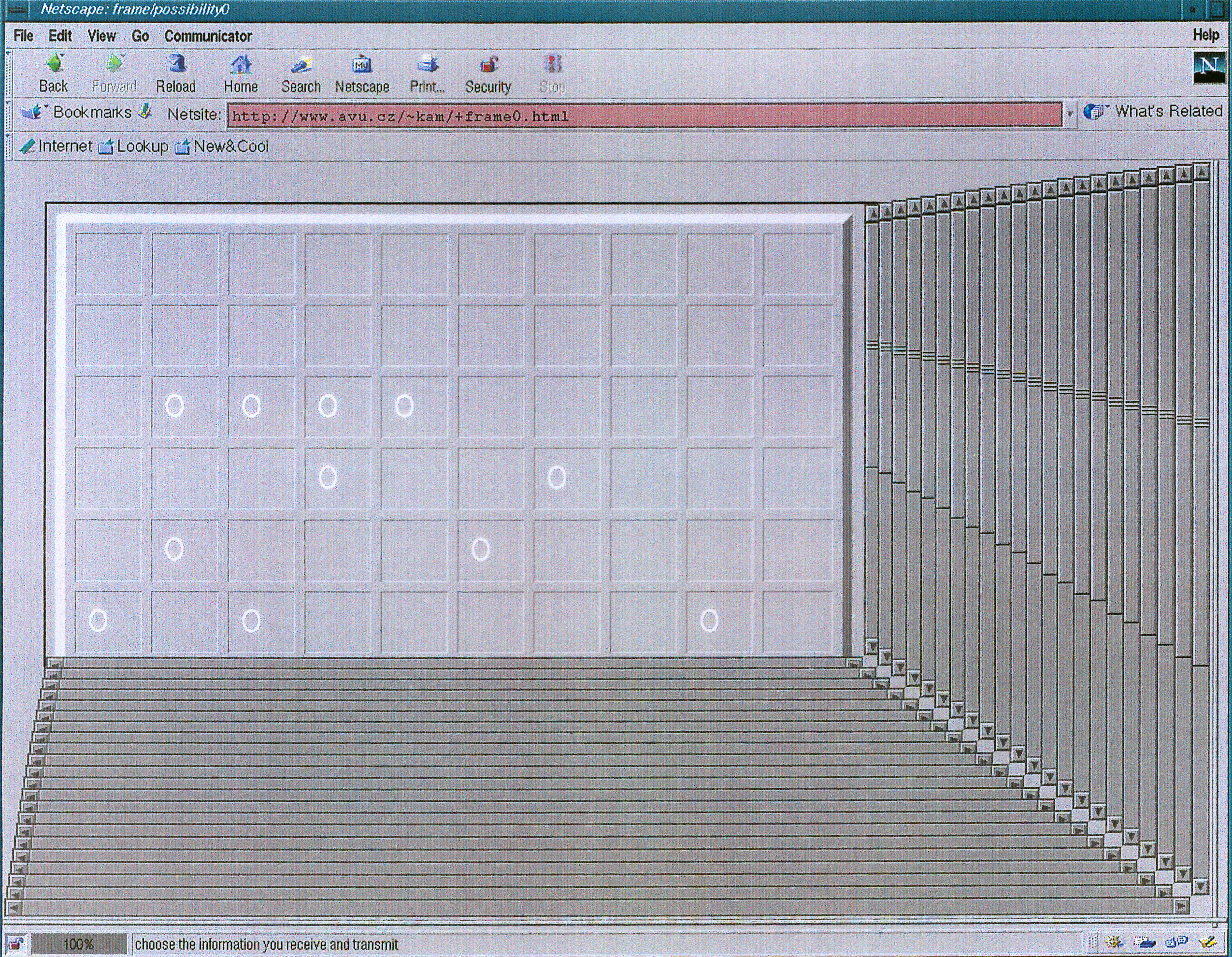
Kamila B. Richter - 0-System

Richter arbeitet seit 1996 im öffentlichen und institutionellen Raum. Seit den 2000er Jahren nimmt sie an nationalen wie internationalen Ausstellungen, Festivals und Symposien teil. Im Rahmen von Einzel- und Gruppenausstellungen hat Richter im Web, im Telegrafenamt (Wien), im Art Center Nabi (Seoul, Südkorea), dem Künstlerhaus (Wien), dem DOX (Prag) und dem ZKM Karlsruhe ausgestellt.

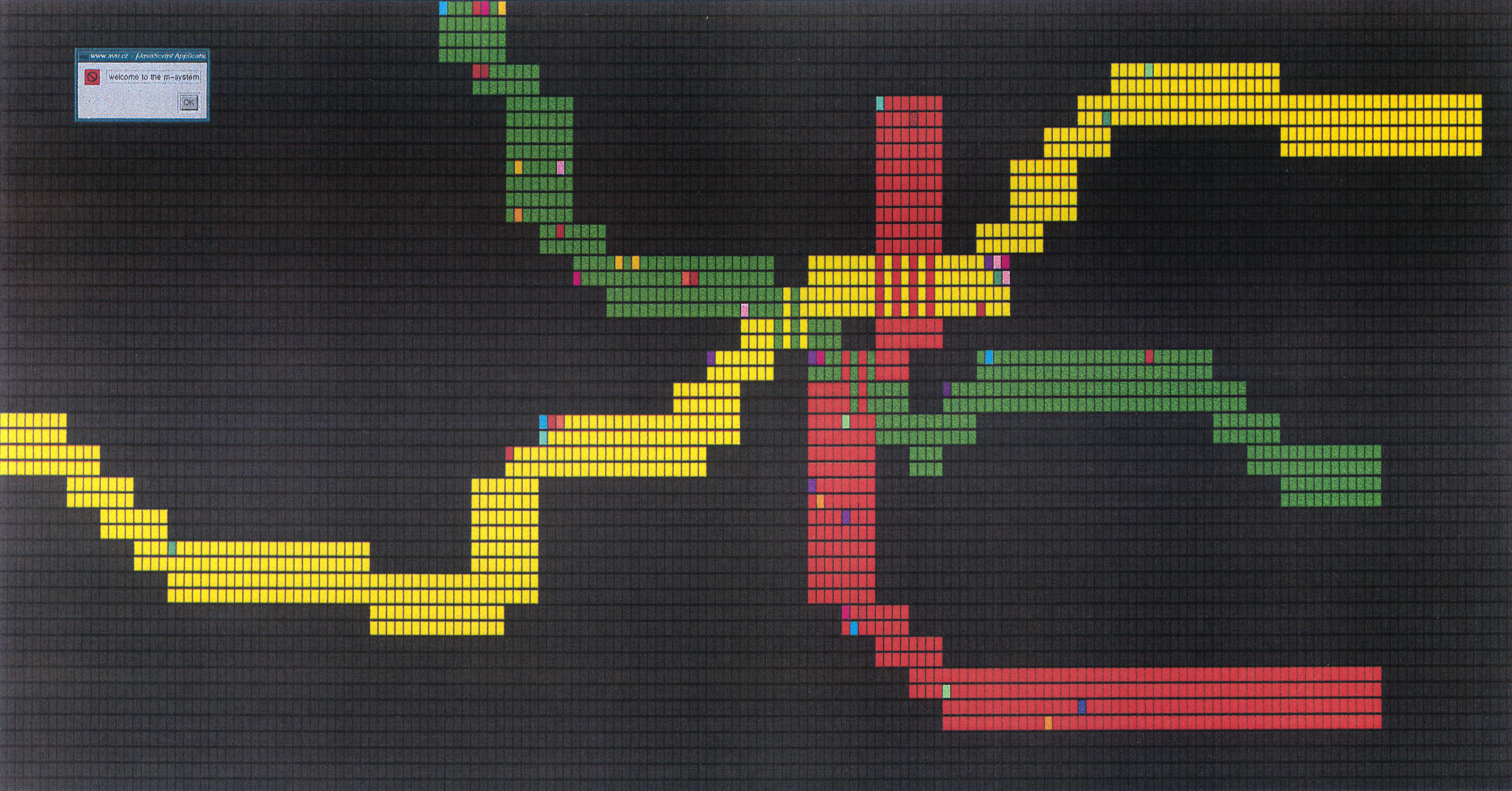
Kamila B. Richter - M-System

Seit 2011 nutzt Richter technisch überholte, mobile Handys mit Kamerafunktion, um nachts in europäischen, aber auch in Städten in Asien, Süd- und Nordamerika Straßenszenen aufzunehmen. Ihre Gemälde zeigen nach eigener Angabe zumeist unscharfe Silhouetten von Menschenwesen, oft eingefangen im Gegenlicht in einer technisch aufgelösten Umgebung.
Als Programmiererin der ersten Web-Jahre (0-System, 1997 und M-System, 1998) lässt Richter Strings aus Nullen und Einsen (Emporium Spirit, Black Vortex) in den Räumen der Ausstellungsräume entstehen, mäandern, zerfallen und wiederauferstehen – zuletzt u. a. in Lost Objects, Nationaltheater Prag (2015) und Lost, Apollonia, Strasbourg (2016). Im ersten Quartal 2017 ging die Einzelausstellung Lost am Centro de Arte Contemporáneo Wifredo Lam in Havana, Cuba nach Verlängerung zu Ende. Einen Teil ihrer Projekte realisierte Richter zusammen mit dem Künstler Michael Bielicky.

## Ausstellungen (Auswahl)
Richters erste große Gruppenausstellung war der 2. Jugendsalon in Zlín (2000). Ihre ersten Plakat-Projekte in der Stadt Zlín, Tschechische Republik, mit dem Titel Pure Love wurden im Rahmen des 3. Zlín Jugend Salon (2003) ausgestellt. Ihre zweite große Gruppenausstellung war die bahnbrechende Ausstellung Welt als Struktur, Struktur als Bild in der Galerie Beim Weißen Einhorn, Klatovy. Eine Retrospektive von Richters Arbeit in Zusammenarbeit mit Michael Bielicky fand im Centro de Arte Contemporáneo Wifredo Lam in Havanna, Kuba, statt. Ihre erste große Gemäldeausstellung ist im September 2019 beendet worden. Eine Auswahl der Arbeiten mit Michael Bielicky ist in der Retrospektive des Künstlers noch bis März 2020 am ZKM Karlsruhe zu sehen.
Richters Arbeiten wurden auch im Rahmen von Gruppenausstellungen wie der Biennale Moskau, Moskau (2011), Havanna Biennale, Sevilla (2012), Globale, ZKM (2015) und Open Codes, ZKM (2017) ausgestellt.